# Varujan Pambuccian
Varujan V. Pambuccian (n. 25 aprilie 1959, București, România) este un politician român de etnie armeană, de profesie matematician și informatician.
Este doctor în matematică al Facultății de Matematică și Informatică a Universității București și asistent universitar la Facultatea de Matematică și Informatică din București.
Din anul 1996 este deputat din partea minorității armene din România. Din anul 2000 conduce Comisia pentru Tehnologia Informației și Comunicații din cadrul Camerei Deputaților. În cadrul activității sale parlamentare, Varujan Pambuccian 
a fost membru în următoarele grupuri parlamentare de prietenie:
- în legislatura 1996-2000: Republica Armenia, Regatul Belgiei, Republica Finlanda, Marele Ducat de Luxemburg;
- în legislatura 2000-2004: Republica Armenia, India, Ungaria;
- în legislatura 2004-2008: Republica Armenia, Republica Malta, India;
- în legislatura 2008-2012: Republica Armenia, India, Republica Portugheză;
- în legislatura 2012-2016: Republica Armenia;
- în legislatura 2016-2020: Republica Armenia, Irlanda, Republica Estonia;
- în legislatura 2020-2024: Republica Armenia, Republica Libaneză.